# NBA-Draft 1996
Der NBA-Draft 1996 wurde am 26. Juni 1996 in East Rutherford, New Jersey durchgeführt. In zwei Runden wurden jeweils 29 Spieler von NBA-Teams ausgewählt.
An erster Stelle wurde Allen Iverson von den Philadelphia 76ers ausgewählt.
Insgesamt gilt der 1996er Jahrgang als einer der besten der NBA-Geschichte. Unter ihnen waren zum Beispiel drei spätere MVPs (Kobe Bryant, Steve Nash und Allen Iverson) und zehn NBA All-Stars (neben Bryant, Nash und Iverson noch Ray Allen, Jermaine O’Neal, Antoine Walker, Peja Stojaković, Stephon Marbury, Zydrunas Ilgauskas und Shareef Abdur-Rahim). Zusätzlich befindet sich unter den nicht-gedrafteten Spielern Ben Wallace, der ebenfalls ein NBA All-Star und viermal NBA Defensive Player of the Year wurde. Marcus Camby gewann die Auszeichnung ebenfalls einmal.

## Runde 1
|  | = All-Star     |
|  | = Hall of Fame |

| Pick | Spieler                  | Nationalität             | NBA Team                                     | vorheriges Team/College                               |
| ---- | ------------------------ | ------------------------ | -------------------------------------------- | ----------------------------------------------------- |
| 1    | Allen Iverson (G)        | Vereinigte Staaten       | Philadelphia 76ers                           | Georgetown University                                 |
| 2    | Marcus Camby (C)         | Vereinigte Staaten       | Toronto Raptors                              | University of Massachusetts Amherst                   |
| 3    | Shareef Abdur-Rahim (PF) | Vereinigte Staaten       | Vancouver Grizzlies                          | University of California, Berkeley                    |
| 4    | Stephon Marbury (PG)     | Vereinigte Staaten       | Milwaukee Bucks                              | Georgia Institute of Technology                       |
| 5    | Ray Allen (SG)           | Vereinigte Staaten       | Minnesota Timberwolves                       | University of Connecticut                             |
| 6    | Antoine Walker (PF)      | Vereinigte Staaten       | Boston Celtics (von Dallas Mavericks)        | University of Kentucky                                |
| 7    | Lorenzen Wright (C)      | Vereinigte Staaten       | Los Angeles Clippers                         | Memphis                                               |
| 8    | Kerry Kittles (SG)       | Vereinigte Staaten       | New Jersey Nets                              | Villanova University                                  |
| 9    | Samaki Walker (PF)       | Vereinigte Staaten       | Dallas Mavericks (von Boston Celtics)        | University of Louisville                              |
| 10   | Erick Dampier (C)        | Vereinigte Staaten       | Indiana Pacers (von Denver Nuggets)          | Mississippi State University                          |
| 11   | Todd Fuller (C)          | Vereinigte Staaten       | Golden State Warriors                        | North Carolina State University                       |
| 12   | Vitaly Potapenko (C)     | Ukraine                  | Cleveland Cavaliers (von Washington Wizards) | Wright State University                               |
| 13   | Kobe Bryant (SG)         | Vereinigte Staaten       | Charlotte Hornets                            | Lower Merion High School (Lower Merion, Pennsylvania) |
| 14   | Peja Stojaković (SF)     | Jugoslawien Griechenland | Sacramento Kings                             | PAOK Saloniki (Griechenland)                          |
| 15   | Steve Nash (PG)          | Kanada                   | Phoenix Suns                                 | Santa Clara University                                |
| 16   | Tony Delk (SG)           | Vereinigte Staaten       | Charlotte Hornets (von Miami Heat)           | University of Kentucky                                |
| 17   | Jermaine O’Neal (F/C)    | Vereinigte Staaten       | Portland Trail Blazers                       | Eau Claire High School (Columbia, South Carolina)     |
| 18   | John Wallace (PF)        | Vereinigte Staaten       | New York Knicks (von Detroit Pistons)        | Syracuse University                                   |
| 19   | Walter McCarty (PF)      | Vereinigte Staaten       | New York Knicks (von Atlanta Hawks)          | University of Kentucky                                |
| 20   | Žydrūnas Ilgauskas (C)   | Litauen                  | Cleveland Cavaliers                          | KK Atletas (Litauen)                                  |
| 21   | Dontae' Jones (PF)       | Vereinigte Staaten       | New York Knicks                              | Mississippi State University                          |
| 22   | Roy Rogers (PF)          | Vereinigte Staaten       | Vancouver Grizzlies (von Houston Rockets)    | University of Alabama                                 |
| 23   | Efthimios Rentzias (C)   | Griechenland             | Denver Nuggets (von Indiana Pacers)          | PAOK Saloniki (Griechenland)                          |
| 24   | Derek Fisher (PG)        | Vereinigte Staaten       | Los Angeles Lakers                           | University of Arkansas at Little Rock                 |
| 25   | Martin Müürsepp (PF)     | Estland                  | Utah Jazz                                    | Kalev Tallinn (Estland)                               |
| 26   | Jerome Williams (F)      | Vereinigte Staaten       | Detroit Pistons (von San Antonio Spurs)      | Georgetown University                                 |
| 27   | Brian Evans              | Vereinigte Staaten       | Orlando Magic                                | Indiana University Bloomington                        |
| 28   | Priest Lauderdale (C)    | Vereinigte Staaten       | Atlanta Hawks (von Seattle SuperSonics)      | Peristeri (Griechenland)                              |
| 29   | Travis Knight (C)        | Vereinigte Staaten       | Chicago Bulls                                | University of Connecticut                             |

## Runde 2
| Pick | Spieler                   | Nationalität       | NBA Team               | vorheriges Team/College                     |
| ---- | ------------------------- | ------------------ | ---------------------- | ------------------------------------------- |
| 30   | Othella Harrington (PF/C) | Vereinigte Staaten | Houston Rockets        | Georgetown University                       |
| 31   | Mark Hendrickson (PF)     | Vereinigte Staaten | Philadelphia 76ers     | Washington State University                 |
| 32   | Ryan Minor (SG)           | Vereinigte Staaten | Philadelphia 76ers     | University of Oklahoma                      |
| 33   | Moochie Norris (PG)       | Vereinigte Staaten | Milwaukee Bucks        | University of West Florida                  |
| 34   | Shawn Harvey (PG)         | Vereinigte Staaten | Dallas Mavericks       | West Virginia State University              |
| 35   | Joseph Blair (C)          | Vereinigte Staaten | Seattle SuperSonics    | University of Arizona                       |
| 36   | Doron Sheffer (SG)        | Israel             | Los Angeles Clippers   | University of Connecticut                   |
| 37   | Jeff McInnis (G)          | Vereinigte Staaten | Denver Nuggets         | University of North Carolina at Chapel Hill |
| 38   | Steve Hamer (C)           | Vereinigte Staaten | Boston Celtics         | University of Tennessee                     |
| 39   | Russ Millard (PF)         | Vereinigte Staaten | Phoenix Suns           | University of Iowa                          |
| 40   | Marcus Mann (PF)          | Vereinigte Staaten | Golden State Warriors  | Mississippi Valley State University         |
| 41   | Jason Sasser (SF)         | Vereinigte Staaten | Sacramento Kings       | Texas Tech University                       |
| 42   | Randy Livingston (SG)     | Vereinigte Staaten | Houston Rockets        | Louisiana State University                  |
| 43   | Ben Davis (PF)            | Vereinigte Staaten | Phoenix Suns           | University of Arizona                       |
| 44   | Malik Rose (PF)           | Vereinigte Staaten | Charlotte Hornets      | Drexel University                           |
| 45   | Joe Vogel (C)             | Vereinigte Staaten | Seattle SuperSonics    | Colorado State University                   |
| 46   | Marcus Brown (G)          | Vereinigte Staaten | Portland Trail Blazers | Murray State University                     |
| 47   | Ron Riley (SG/SF)         | Vereinigte Staaten | Seattle SuperSonics    | Arizona State University                    |
| 48   | Jamie Feick (PF)          | Vereinigte Staaten | Philadelphia 76ers     | Michigan State University                   |
| 49   | Amal McCaskill (C)        | Vereinigte Staaten | Orlando Magic          | Marquette University                        |
| 50   | Terrell Bell (C)          | Vereinigte Staaten | Houston Rockets        | University of Georgia                       |
| 51   | Chris Robinson (SG)       | Vereinigte Staaten | Vancouver Grizzlies    | Western Kentucky University                 |
| 52   | Mark Pope (PF)            | Vereinigte Staaten | Indiana Pacers         | University of Kentucky                      |
| 53   | Jeff Nordgaard (SF)       | Vereinigte Staaten | Milwaukee Bucks        | University of Wisconsin–Green Bay           |
| 54   | Shandon Anderson (SF)     | Vereinigte Staaten | Utah Jazz              | University of Georgia                       |
| 55   | Ronnie Henderson (SG)     | Vereinigte Staaten | Washington Bullets     | Louisiana State University                  |
| 56   | Reggie Geary (SG)         | Vereinigte Staaten | Cleveland Cavaliers    | University of Arizona                       |
| 57   | Drew Barry (PG)           | Vereinigte Staaten | Seattle SuperSonics    | Georgia Institute of Technology             |
| 58   | Darnell Robinson (C)      | Vereinigte Staaten | Dallas Mavericks       | University of Arkansas                      |

## Ungedraftete Spieler
- Chucky Atkins (PG,  Vereinigte Staaten), University of South Florida
- Adrian Griffin (SG/SF,  Vereinigte Staaten), Seton Hall University
- Erick Strickland (SG,  Vereinigte Staaten), University of Nebraska
- Ben Wallace (PF,  Vereinigte Staaten), Virginia Union University – Hall of Fame